# Lindwurmstraße

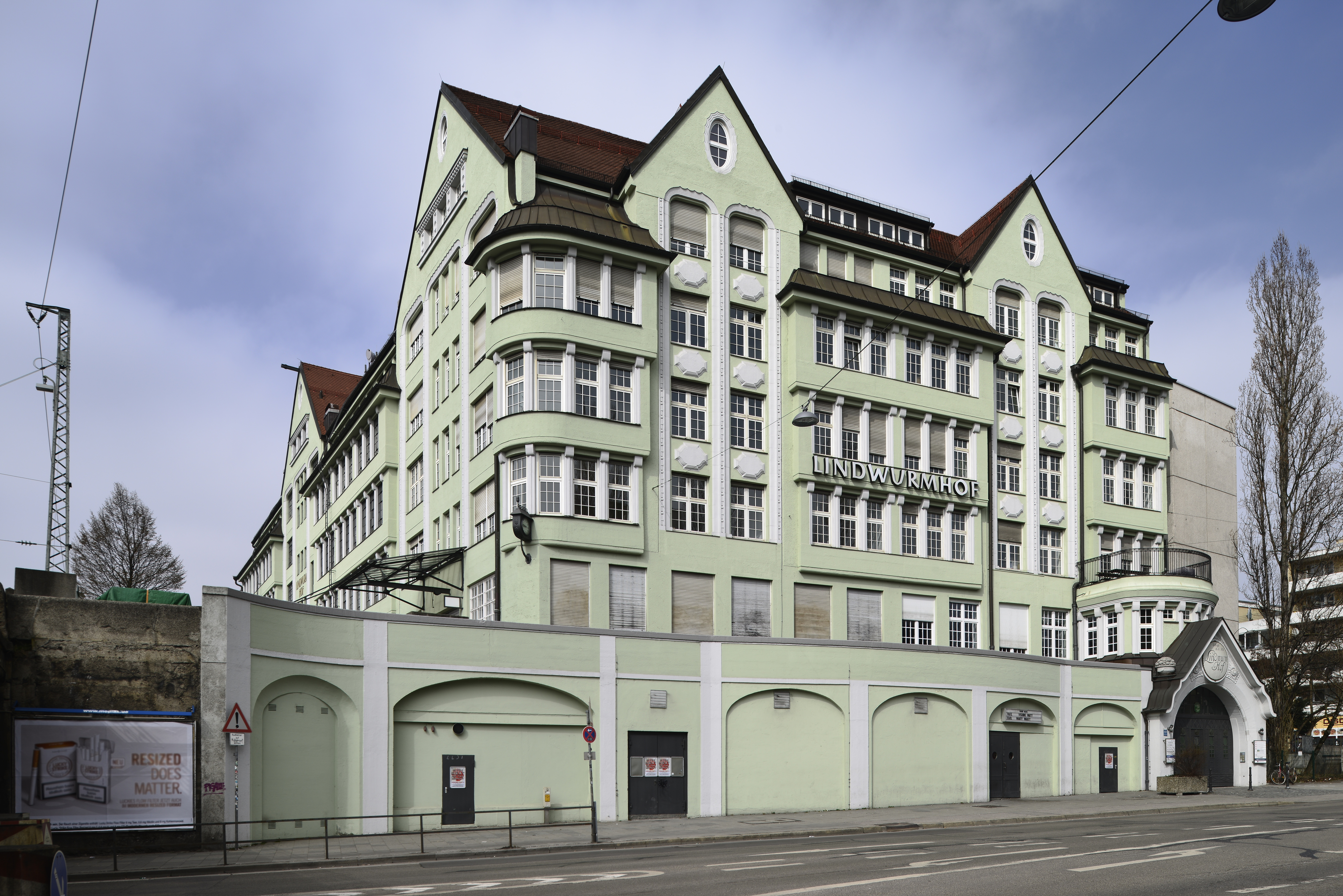
Lindwurmhof, Lindwurmstraße 88

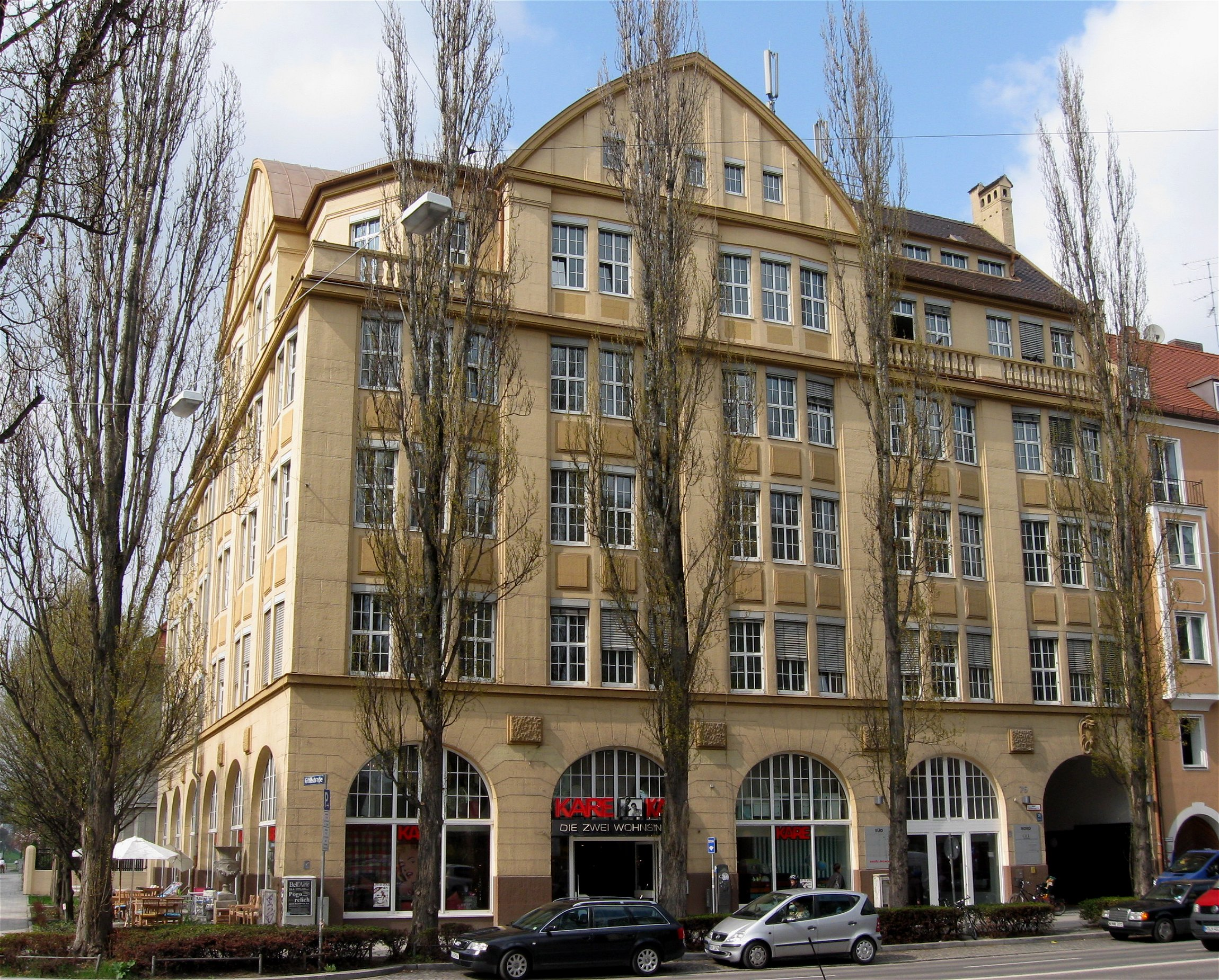
Haus Lindwurmstraße 76

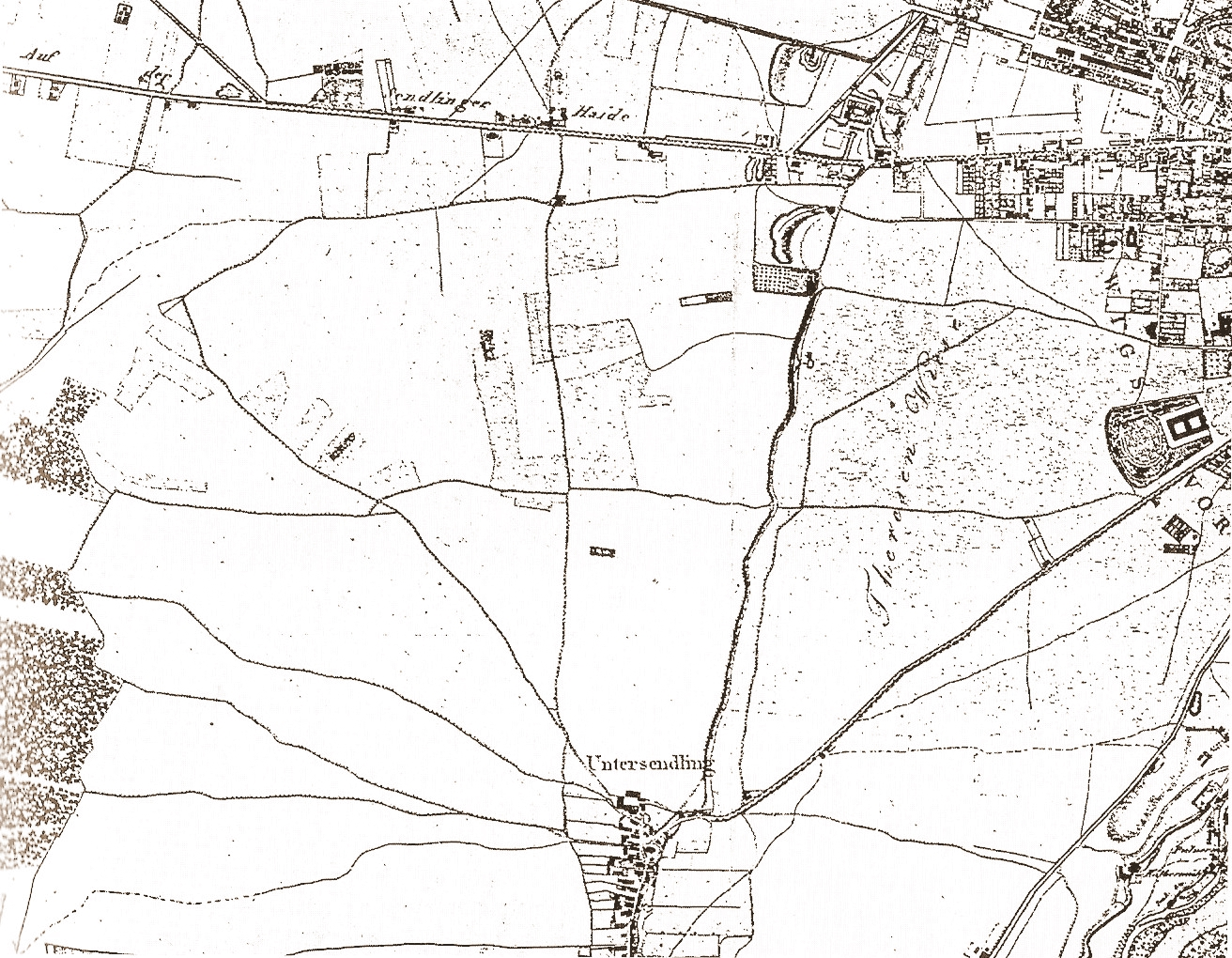
Verlauf auf historischer Karte von 1812

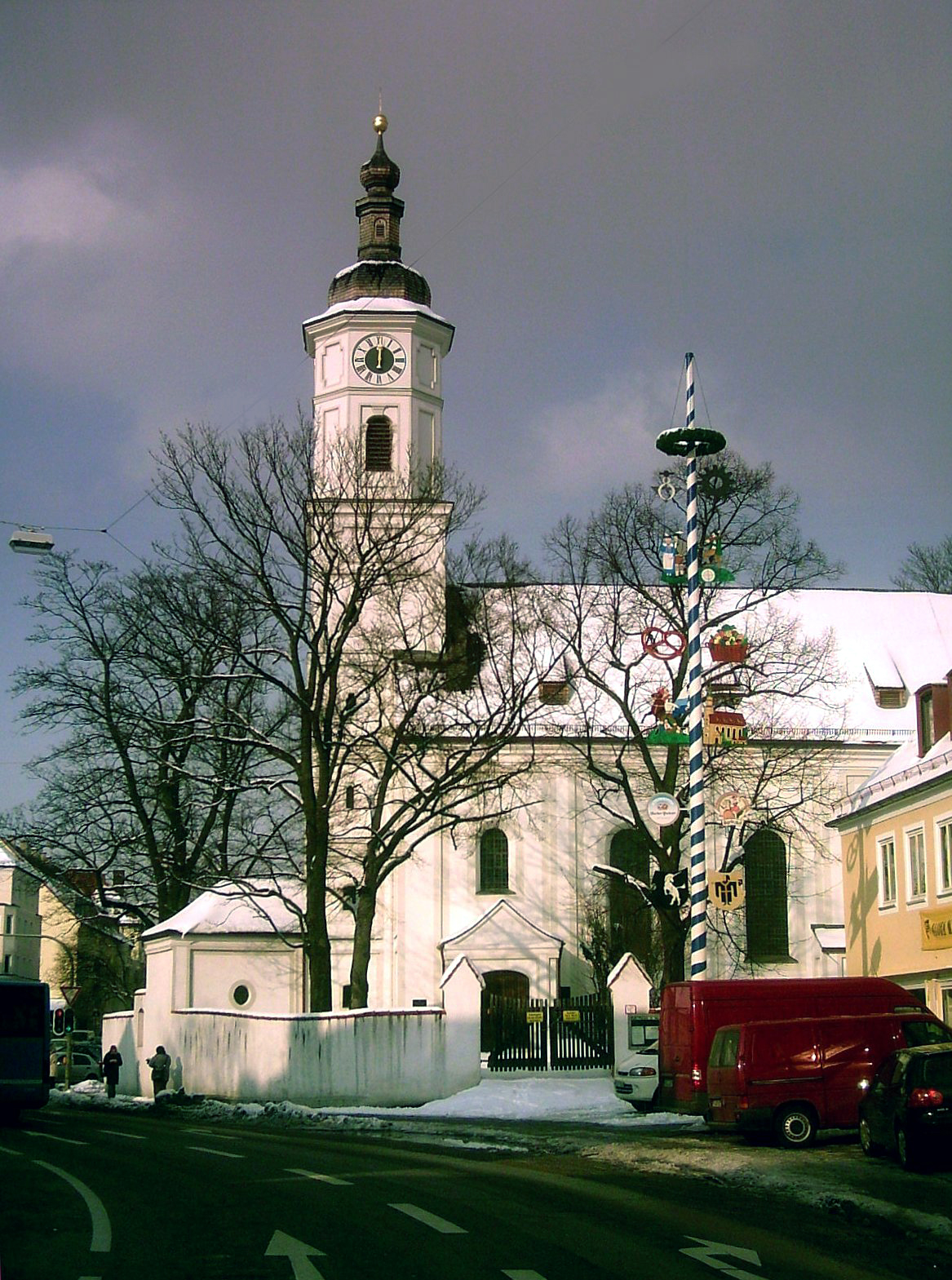
St. Margaret

Die Lindwurmstraße ist eine 2,4 Kilometer lange Pappelallee in den Münchner Stadtbezirken Ludwigsvorstadt-Isarvorstadt und Sendling.

## Lage und Verlauf
Die Lindwurmstraße verläuft einen Kilometer nordwestlich parallel zur Isar und größtenteils eben auf einer Höhe von etwa 520 m ü. NN vom Sendlinger Tor in südwestlicher Richtung zum Sendlinger Berg an der Plinganserstraße. Zwischen der Poccistraße und der Implerstraße unterquert sie in einer Unterführung am nordwestlichen Ende des Bahnhofs München Süd die Bahnstrecken München–Rosenheim und München-Laim–München Süd. Erst kurz vor ihrem südlichen Ende in München-Sendling steigt sie an der Pfeuferstraße auf 534 m ü. NN hin an.
Bekannte Anlieger sind u. a. das Klinikum der Universität München, das Haunersche Kinderspital sowie die Kirchen St. Matthäus und St. Margaret.

## Geschichte
Das bayerische Urkataster zeigt die Lindwurmstraße in den 1810er Jahren als eine damals noch namenlose Chaussee, die mit einem beiderseitig planmäßig angelegtem Laubholzbestand vorbei am Burgfriedstein Nr. 2 bis nach Untersendling führt. In den 1860er Jahren wurde sie von der Bahnlinie überquert und nordöstlich davon entstand an ihrem Verlauf ein namenloses Straßendorf.
Sie hieß ehemals Sendlinger Landstraße. Die „alte Straße nach Sendling“ wurde 1878 nach dem Arzt Joseph von Lindwurm (1824–1874, Dermatologe und Chefarzt) umbenannt.
Das Haus Nr. 127 (damals 125), heute eine Zweigstelle der Münchner Volkshochschule, diente der jüdischen Kultusgemeinde als Notunterkunft, weil die Nationalsozialisten die Synagoge und Gemeindegebäude an der Herzog-Max-Straße abreißen ließen. Im Jahr 1941 kam es zu Deportationen.
Der Lindwurmtunnel (Abschnitt zwischen Sendlinger Tor und einschließlich Bahnhof Goetheplatz) wurde bereits 1938–1941 als Teil einer Nord-Süd-S-Bahn-Strecke erbaut, die im Wesentlichen dem heutigen Verlauf der U6 ähnelt. Der Tunnel wurde beim Bau der U6 ab 1. Februar 1965 in die Linienführung integriert. Ab 19. Oktober 1971 fuhren die ersten Züge zwischen Kieferngarten und Goetheplatz. Bis 1975 führten durch die Lindwurmstraße auch Trambahnlinien, die nach Verlängerung der U-Bahn vom Goetheplatz zum Harras eingestellt wurden.
Die Lindwurmstraße ist heute ein Ort des Kulturgeschichtspfads Ludwigsvorstadt-Isarvorstadt.

## Baudenkmäler
Zahlreiche Gebäude entlang der Lindwurmstraße sind als Baudenkmale geschützt, beispielsweise:
- Lindwurmstraße 2a, II. Frauenklinik der Universität, Neubarockbau von 1915/16
- Lindwurmstraße 4, Haunersches Kinderspital, klassizisierend von 1923/24
- Lindwurmstraße 6, Teil des Postamts am Goetheplatz von 1931/32
- Lindwurmstraße 46, nachklassizistisches Mietshaus von 1911 über Kern von 1886
- Lindwurmstraße 76, stattliches Geschäftshaus, ein Jugendstil-Eckbau von 1911/12
- Lindwurmstraße 88, Lindwurmhof, ein monumentales Jugendstil-Geschäftshaus von 1910/11[6]
- Lindwurmstraße 113, Mietshaus, fünfgeschossiger Traufseitbau mit reicher Fassadengliederung im Stil der deutschen Neurenaissance, mit Reliefplastik am Erker, Zwerchhaus mit Volutengiebel, Dreipassmotiven und Figurennische, von Feodor Elste, 1899
- Lindwurmstraße 205, Mietshaus, erbaut 1897 (deutsche Renaissance)

Siehe auch
- Liste der Baudenkmäler in der Ludwigsvorstadt
- Liste der Baudenkmäler in der Isarvorstadt
- Liste der Baudenkmäler in Sendling

## Kunstwerke

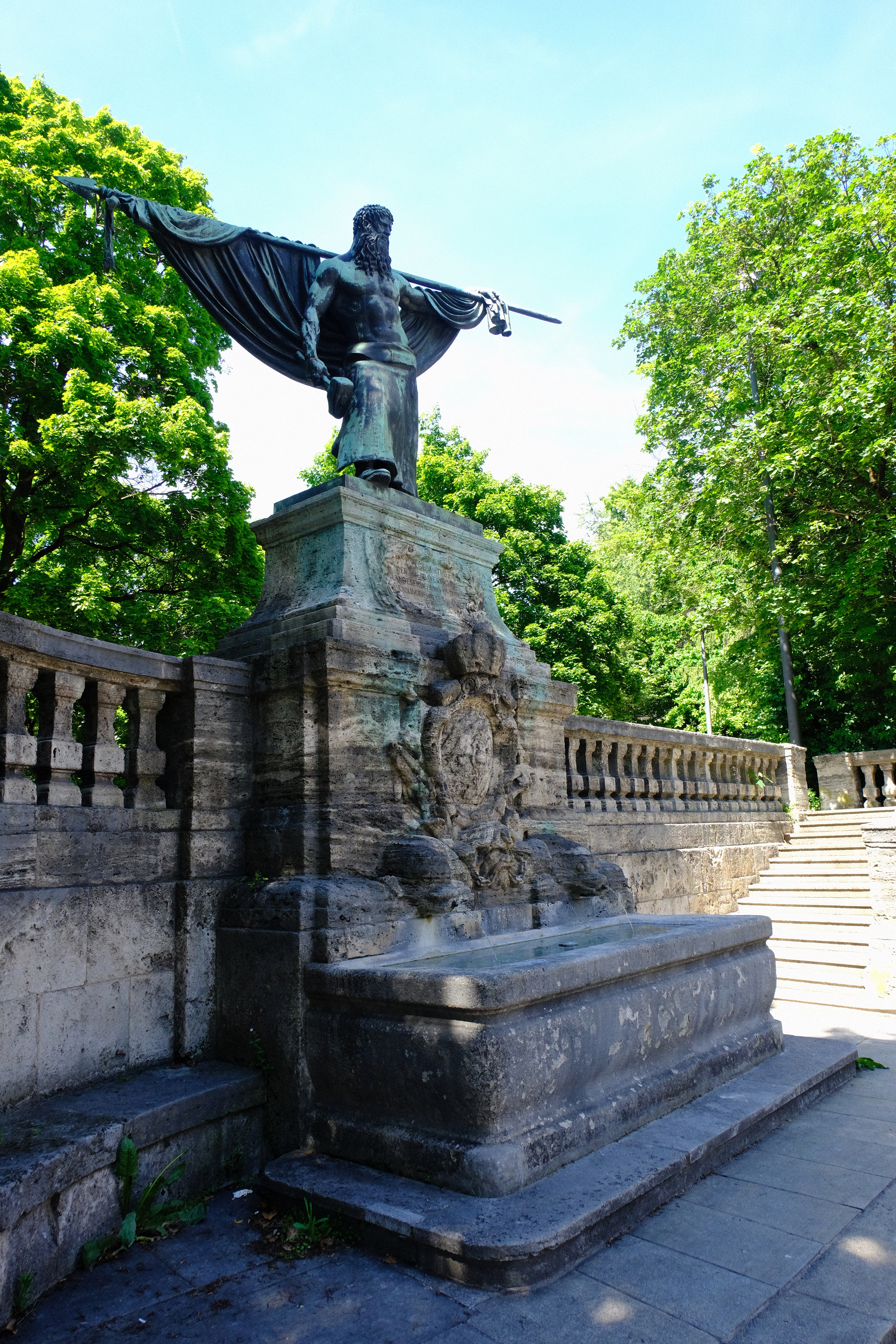
Das Schmied-von-Kochel-Denkmal (2019)

- Schmied-von-Kochel-Denkmal von Architekt Carl Sattler und Bildhauer Carl Ebbinghaus (1906–1911), schräg gegenüber der Alten Sendlinger Kirche

## Verkehr
Die Lindwurmstraße ist für den Straßenverkehr vierspurig ausgebaut und hat in beiden Richtungen ausgewiesene Radwege, gesäumt von hohen Pappeln.
Im Dezember 2021 wurde auf der Südseite zwischen der Alten Pfarrkirche St. Margaret und der Aberlestraße ein neuer Radweg auf der Fahrbahn eingerichtet.
Der ÖPNV erschließt die Straße am U-Bahnhof Sendlinger Tor, Goetheplatz und Poccistraße mit den Linien U 3 und U 6. Weiterhin verkehren die Buslinien 62 und 132 sowie die Nachtbuslinien N 40, N 41 und N 45 dort auf Teilstrecken.